# 주타 사쯔
주타 사쯔(Jhootha Sach, झूठा सच)는 힌디 문학, 인도 작가 야쉬빨(Yashpal,यशपाल)이 쓴 소설이다.
주타 사쯔는 2편으로 되어 있는데, 1편은 '와딴 오르 데쉬'(Vatan aur Desh-वतन और देश),
2편은 '데쉬 까 바비쓰야'(나라의 미래)(Desh ka bhavisya -देश का भविष्य)이다.
인도의 독립 그리고 분단의 과정을 역사적, 정치적, 사회적인 사실과 함께 그려낸 소설이다.
역사적인 사실을 살리기 위해서 실제 인물의 이름이 언급되기도 하지만 그것은 실제 인물이 아닌
극작가가 가상으로 만들어낸 소설의 등장 인물일 뿐이다.소설의 시대적인 배경은 1946년 라호르(Lahore)이다.

## 소설의 등장 인물
1. 자이데브 뿌리: 라호르의 볼라빤데 골목에 사는 청년. 다얄 씽 컬리지의 석사과정에 재학 중.학생 정치운동에 참여하다가 감옥살이도 하였음.
2. 따라: 자이데브 뿌르의 여동생, 뿌리와 같은 컬리지의 학사과정에 입학.
3. 까낙: 빤디뜨 기르다리랄의 둘째 딸,학생 정치운동에 참여.
4. 네야르: 까낙의 형부, 변호사. 라호르의 모델 타운에 산다.
5. 아사드: 무슬림 청년, 학생 정치운동에 참여.
6. 쁘란나트 교수:나이 30살,옥스포드 대학에서 경제학 박사를 졸업,펀잡 대학교의 교수로 재직,펀잡 주정부의 경제부분에 고문 역할을 하고 있다.

## 참고
1. ISBN 978-81-8031-518-3